# Tauste
Tauste là một đô thị ở tỉnh Zaragoza, Aragon, Tây Ban Nha. Theo điều tra dân số 2004 của Viện thống kê Tây Ban Nha (INE), đô thị này có dân số là 7.289 người. Diện tích đô thị này là 405 ki-lô-mét vuông.Đô thị này nằm ở độ cao 267 m trên mực nước biển.

## Biến động dân số
| Dân số | 4.630 | 5.781 | 6.214 | 6.634 | 7.048 | 7.212 | 7.030 | 6.998 |
|        | 1999  | 2000  | 2001  | 2002  | 2003  | 2004  | 2005  | 2006  |
| Dân số | 6.977 | 6.932 | 6.978 | 7.207 | 7.247 | 7.289 | 7.412 | 7.503 |